# Said Mustafow
Said Scherifow Mustafow (* 13. März 1933 in Konop, Oblast Targowischte; † 1990) war ein bulgarischer Ringer. Er gewann bei Olympischen Spielen und Weltmeisterschaften insgesamt vier Medaillen im freien Stil im Halbschwergewicht.

## Werdegang
Said Scherifow Mustafow gehörte wie eine ganze Reihe anderer guter Ringer in den Jahren nach 1945 der türkischen Minderheit in Bulgarien an. Er kam über das Ölringen zum olympischen Ringen und konzentrierte sich dabei ganz auf den freien Stil. Er war schon fast 30 Jahre alt, ehe er zu seinen ersten Erfolgen auf der internationalen Ringermatte kam.
Seinen ersten Start bei einer internationalen Meisterschaft absolvierte er bei der Weltmeisterschaft 1962 in Toledo (Ohio). Er kam dort im Halbschwergewicht auf den 6. Platz, nachdem er gegen den Lokalmatadoren Daniel Brand unentschieden gerungen hatte und gegen die Olympiasieger Alexander Medwed aus der UdSSR und Ismet Atli aus der Türkei verloren hatte.
Bei der Weltmeisterschaft 1963 in Sofia wurde ihm Walko Kostow vorgezogen. Bei den Olympischen Spielen 1964 in Tokio war er aber wieder am Start und besiegte dort im Halbschwergewicht u. a. Heinz Kiehl aus der gesamtdeutschen Mannschaft. Gegen Gholamreza Takhti aus dem Iran und Ahmet Ayik aus der Türkei rang er unentschieden und gegen Alexander Medwed verlor er erneut. Diese Ergebnisse reichten aber aus, um ihn zum Bronzemedaillengewinner zu machen.
Auch bei den Weltmeisterschaften 1965 in Manchester, 1966 in Toledo (Ohio) und 1967 in New Delhi gewann Said Mustafow im Halbschwergewicht jeweils eine WM-Bronzemedaille. Der Weg zu einem noch besseren Ergebnis wurde ihm dabei von Ahmet Ayik, Alexander Medwed und Schota Lomidse, UdSSR, verbaut.
Bei den Olympischen Spielen 1968 in Mexiko-Stadt verpasste Said Mustafow mit dem 4. Platz knapp eine Medaille. Er bezwang dort Daniel Vernik aus Argentinien und Jesse Lewis aus den USA, kam gegen Schota Lomidse zu einem Unentschieden und verlor gegen Ahmet Ayik.
Nach den Olympischen Spielen 1968 trat Said Scherifow Mustafow zurück.

## Internationale Erfolge
(OS = Olympische Spiele, WM = Weltmeisterschaft, F = freier Stil, Hs = Halbschwergewicht, damals bis 97 kg Körpergewicht)
- 1962, 1. Platz, „Dan-Kolew“-Turnier in Sofia, F, Hs, vor Dimo Kostow, Bulgarien u. Imre Vígh, Ungarn;
- 1962, 1. Platz, Balkan-Spiele in Athen, F, Hs, vor G. Tampa, Rumänien u. Polat, Türkei;
- 1962, 6. Platz, WM in Toledo (Ohio), F, Hs, mit einem Unentschieden gegen Daniel Brand, USA u. Niederlagen gegen Alexander Medwed, UdSSR u. Ismet Atli, Türkei;
- 1964, 2. Platz, Turnier in Tiflis, F, Hs, hinter Liwa, UdSSR u. vor Achanow, UdSSR u. Amiri, Iran;
- 1964, Bronzemedaille, OS in Tokio, F, Hs, mit Siegen über Hugh Williams, Australien, Sion Cohen, Panama u. Heinz Kiehl, Deutschland, Unentschieden gegen Gholamreza Takhti, Iran u. Ahmet Ayik, Türkei u. einer Niederlage gegen Alexander Medwed;
- 1965, 3. Platz, WM in Manchester, F, Hs, mit Siegen über Anthony Buck, Vereinigtes Königreich, Gerald Conine, USA u. Lennart Eriksson, Schweden u. Niederlagen gegen Ahmet Ayik u. Alexander Medwed;
- 1966, 3. Platz, WM in Toledo (Ohio), F, Hs, mit Siegen über Yoshito Ito, Japan, Ryszard Dlugosz, Polen u. József Csatári, Ungarn u. einer Niederlage gegen Ahmet Ayik;
- 1967, 3. Platz, WM in New Delhi, F, Hs, mit Siegen über Shinya Takizawa, Japan, Ganpat Andalkar, Indien u. Harry Houska, USA, einem Unentschieden gegen Schota Lomidse, UdSSR u. einer Niederlage gegen Ahmet Ayik;
- 1968, 1. Platz, „Dan-Kolew“-Turnier in Sewljewo, F, Hs, vor Wassil Todorow u. Iwan Tschedow, bde. Bulgarien;
- 1968, 4. Platz, OS in Mexiko-Stadt, F,Hs, mit Siegen über Daniel Vernik, Argentinien u. Jesse Lewis, USA, einem Unentschieden gegen Schota Lomidse u. einer Niederlage gegen Ahmet Ayik

## Länderkämpfe
(nicht vollzählig)
- 1963, BRD gegen Bulgarien, F, Hs, Schultersieger über Josef Hucker,
- 1963, BRD gegen Bulgarien, F, Hs, Punktsieger über Djordje Lukac,
- 1963, BRD gegen Bulgarien, F, Hs, Schultersieger über Josef Hucker